# Danh sách cầu thủ tham dự Cúp bóng đá châu Á 2019
Cúp bóng đá châu Á 2019 là một giải bóng đá quốc tế sẽ được tổ chức tại Các Tiểu vương quốc Ả Rập Thống nhất từ ngày 5 tháng 1 đến ngày 1 tháng 2 năm 2019. 24 đội tuyển quốc gia tham gia giải đấu được yêu cầu đăng ký một đội hình tối thiểu 18 cầu thủ và tối đa 23 cầu thủ, ba trong số đó phải là thủ môn. Chỉ những người chơi trong các đội này mới đủ điều kiện tham gia giải đấu.
Trước khi công bố đội hình cuối cùng của họ, một số đội phải đặt tên cho một đội hình tạm thời từ 18 đến 50 người chơi, nhưng đội hình cuối cùng của mỗi quốc gia phải được gửi trước 10 ngày trước trận đấu đầu tiên của giải đấu. Việc thay thế các cầu thủ bị thương được cho phép trước 6 giờ trước trận đấu đầu tiên. Cầu thủ được đánh dấu (c) là đội trưởng cho đội tuyển quốc gia của họ. Tuổi của họ được tính trước ngày khai mạc của giải đấu.

## Bảng A

### Các tiểu vương quốc Ả Rập thống nhất
Huấn luyện viên trưởng:  Alberto Zaccheroni

| Số | VT | Cầu thủ                | Ngày sinh (tuổi)            | Trận | Bàn | Câu lạc bộ     |
| -- | -- | ---------------------- | --------------------------- | ---- | --- | -------------- |
| 1  | TM | Ali Khasif             | 9 tháng 6, 1987 (31 tuổi)   | 52   | 0   | Al-Jazira      |
| 2  | TV | Ali Salmeen            | 4 tháng 2, 1995 (23 tuổi)   | 15   | 1   | Al-Wasl        |
| 3  | HV | Walid Abbas            | 11 tháng 6, 1985 (33 tuổi)  | 78   | 5   | Shabab Al-Ahli |
| 4  | HV | Khalifa Mubarak        | 30 tháng 10, 1993 (25 tuổi) | 11   | 0   | Al-Nasr        |
| 5  | TV | Amer Abdulrahman       | 3 tháng 7, 1989 (29 tuổi)   | 73   | 2   | Al-Ain         |
| 6  | HV | Fares Juma             | 30 tháng 12, 1988 (30 tuổi) | 45   | 2   | Al-Jazira      |
| 7  | TĐ | Ali Mabkhout           | 5 tháng 10, 1990 (28 tuổi)  | 73   | 46  | Al-Jazira      |
| 8  | TV | Majed Hassan           | 1 tháng 8, 1992 (26 tuổi)   | 33   | 2   | Shabab Al-Ahli |
| 9  | HV | Bandar Al-Ahbabi       | 9 tháng 7, 1990 (28 tuổi)   | 6    | 0   | Al-Ain         |
| 10 | TĐ | Ismail Matar (captain) | 7 tháng 4, 1983 (35 tuổi)   | 123  | 42  | Al-Wahda       |
| 11 | TĐ | Ahmed Khalil           | 8 tháng 6, 1991 (27 tuổi)   | 99   | 46  | Shabab Al-Ahli |
| 12 | HV | Khalifa Al Hammadi     | 7 tháng 11, 1998 (20 tuổi)  | 0    | 0   | Al-Jazira      |
| 13 | TV | Khamis Esmaeel         | 16 tháng 8, 1989 (29 tuổi)  | 70   | 0   | Al-Wasl        |
| 14 | TĐ | Mohammed Khalfan       | 29 tháng 12, 1992 (26 tuổi) | 0    | 0   | Al-Fujairah    |
| 15 | TĐ | Ismail Al Hammadi      | 1 tháng 7, 1988 (30 tuổi)   | 96   | 13  | Shabab Al-Ahli |
| 16 | TV | Mohamed Abdulrahman    | 4 tháng 2, 1989 (29 tuổi)   | 29   | 1   | Al-Ain         |
| 17 | TM | Khalid Eisa            | 15 tháng 9, 1989 (29 tuổi)  | 39   | 0   | Al-Ain         |
| 18 | HV | Al Hassan Saleh        | 25 tháng 6, 1991 (27 tuổi)  | 3    | 1   | Al-Sharjah     |
| 19 | HV | Ismail Ahmed           | 7 tháng 7, 1983 (35 tuổi)   | 34   | 2   | Al-Ain         |
| 20 | TĐ | Saif Rashid            | 25 tháng 11, 1994 (24 tuổi) | 3    | 1   | Al-Sharjah     |
| 21 | TĐ | Khalfan Mubarak        | 9 tháng 5, 1995 (23 tuổi)   | 5    | 0   | Al-Jazira      |
| 22 | TM | Mohamed Al Shamsi      | 4 tháng 1, 1997 (22 tuổi)   | 0    | 0   | Al-Wahda       |
| 23 | HV | Mohamed Ahmed          | 16 tháng 4, 1989 (29 tuổi)  | 62   | 0   | Al-Ain         |

### Thái Lan
Huấn luyện viên trưởng:  Milovan Rajevac
Đội hình tạm thời gồm 27 người được công bố vào ngày 14 tháng 12 năm 2018.

| Số | VT | Cầu thủ                            | Ngày sinh (tuổi)            | Trận | Bàn | Câu lạc bộ        |
| -- | -- | ---------------------------------- | --------------------------- | ---- | --- | ----------------- |
|    | TM | Kawin Thamsatchanan (captain)      | 26 tháng 1, 1990 (28 tuổi)  | 64   | 0   | OH Leuven         |
|    | TM | Siwarak Tedsungnoen                | 20 tháng 4, 1984 (34 tuổi)  | 13   | 0   | Buriram United    |
|    | TM | Chatchai Budprom                   | 4 tháng 2, 1987 (31 tuổi)   | 7    | 0   | BG Pathum United  |
|    | TM | Saranon Anuin                      | 24 tháng 3, 1994 (24 tuổi)  | 0    | 0   | Chiangrai United  |
|    | HV | Korrakot Wiriyaudomsiri            | 19 tháng 1, 1988 (30 tuổi)  | 10   | 1   | Buriram United    |
|    | HV | Pansa Hemviboon                    | 8 tháng 7, 1990 (28 tuổi)   | 15   | 4   | Buriram United    |
|    | HV | Chalermpong Kerdkaew               | 7 tháng 11, 1986 (32 tuổi)  | 16   | 0   | Nakhon Ratchasima |
|    | HV | Peerapat Notchaiya                 | 4 tháng 2, 1993 (25 tuổi)   | 28   | 1   | Bangkok United    |
|    | HV | Tristan Do                         | 31 tháng 1, 1993 (25 tuổi)  | 24   | 0   | Bangkok United    |
|    | HV | Mika Chunuonsee                    | 26 tháng 3, 1989 (29 tuổi)  | 4    | 0   | Bangkok United    |
|    | HV | Adisorn Promrak                    | 21 tháng 10, 1993 (25 tuổi) | 25   | 0   | Muangthong United |
|    | HV | Theerathon Bunmathan (3rd captain) | 6 tháng 2, 1990 (28 tuổi)   | 52   | 5   | Muangthong United |
|    | HV | Shinnaphat Leeaoh                  | 2 tháng 2, 1997 (21 tuổi)   | 0    | 0   | Chiangrai United  |
|    | HV | Suphan Thongsong                   | 26 tháng 8, 1994 (24 tuổi)  | 2    | 0   | Suphanburi        |
|    | TV | Sasalak Haiprakhon                 | 8 tháng 1, 1996 (22 tuổi)   | 4    | 0   | Buriram United    |
|    | TV | Supachok Sarachat                  | 22 tháng 5, 1998 (20 tuổi)  | 1    | 0   | Buriram United    |
|    | TV | Pokklaw Anan                       | 4 tháng 3, 1991 (27 tuổi)   | 40   | 6   | Bangkok United    |
|    | TV | Sumanya Purisai                    | 5 tháng 12, 1986 (32 tuổi)  | 18   | 0   | Bangkok United    |
|    | TV | Sanrawat Dechmitr                  | 3 tháng 8, 1989 (29 tuổi)   | 27   | 0   | Bangkok United    |
|    | TV | Tanaboon Kesarat                   | 21 tháng 9, 1993 (25 tuổi)  | 40   | 1   | BG Pathum United  |
|    | TV | Thitipan Puangchan                 | 1 tháng 9, 1993 (25 tuổi)   | 24   | 5   | BG Pathum United  |
|    | TV | Chanathip Songkrasin               | 5 tháng 10, 1993 (25 tuổi)  | 46   | 5   | Consadole Sapporo |
|    |    |                                    |                             |      |     |                   |
|    | TĐ | Supachai Jaided                    | 1 tháng 12, 1998 (20 tuổi)  | 8    | 3   | Buriram United    |
|    | TĐ | Teerasil Dangda (vice-captain)     | 6 tháng 6, 1988 (30 tuổi)   | 95   | 42  | Muangthong United |
|    | TĐ | Adisak Kraisorn                    | 1 tháng 2, 1991 (27 tuổi)   | 33   | 16  | Muangthong United |
|    | TĐ | Chananan Pombuppha                 | 17 tháng 3, 1992 (26 tuổi)  | 7    | 0   | Suphanburi        |
|    | TĐ | Siroch Chatthong                   | 8 tháng 12, 1992 (26 tuổi)  | 24   | 3   | PT Prachuap       |

### Ấn Độ
Huấn luyện viên trưởng:  Stephen Constantine
Đội hình tạm thời gồm 34 người được công bố vào ngày 12 tháng 12 năm 2018. Đội hình đã giảm xuống còn 28 cầu thủ vào ngày 19 tháng 12.
| Số | VT | Cầu thủ                   | Ngày sinh (tuổi)            | Trận | Bàn | Câu lạc bộ       |
| -- | -- | ------------------------- | --------------------------- | ---- | --- | ---------------- |
|    | TM | Gurpreet Singh Sandhu (c) | 3 tháng 2, 1992 (26 tuổi)   | 26   | 0   | Bengaluru        |
|    | TM | Vishal Kaith              | 22 tháng 7, 1996 (22 tuổi)  | 4    | 0   | Pune City        |
|    | TM | Amrinder Singh            | 27 tháng 5, 1993 (25 tuổi)  | 2    | 0   | Mumbai City      |
|    | TM | Arindam Bhattacharya      | 20 tháng 5, 1989 (29 tuổi)  | 0    | 0   | ATK              |
|    | HV | Narayan Das               | 25 tháng 9, 1993 (25 tuổi)  | 28   | 1   | Delhi Dynamos    |
|    | HV | Pritam Kotal              | 9 tháng 8, 1993 (25 tuổi)   | 28   | 0   | Delhi Dynamos    |
|    | HV | Sandesh Jhingan           | 21 tháng 7, 1993 (25 tuổi)  | 27   | 4   | Kerala Blasters  |
|    | HV | Anas Edathodika           | 15 tháng 2, 1987 (31 tuổi)  | 15   | 0   | Kerala Blasters  |
|    | HV | Subhasish Bose            | 18 tháng 8, 1995 (23 tuổi)  | 10   | 0   | Mumbai City      |
|    | HV | Salam Ranjan Singh        | 4 tháng 12, 1995 (23 tuổi)  | 9    | 0   | East Bengal      |
|    | HV | Lalruatthara              | 17 tháng 1, 1995 (23 tuổi)  | 3    | 0   | Kerala Blasters  |
|    | HV | Sarthak Golui             | 3 tháng 11, 1997 (21 tuổi)  | 3    | 0   | Pune City        |
|    | TV | Rowllin Borges            | 5 tháng 6, 1992 (26 tuổi)   | 25   | 2   | NorthEast United |
|    | TV | Halicharan Narzary        | 10 tháng 5, 1994 (24 tuổi)  | 22   | 0   | Kerala Blasters  |
|    | TV | Jackichand Singh          | 17 tháng 3, 1992 (26 tuổi)  | 17   | 2   | Goa              |
|    | TV | Pronay Halder             | 25 tháng 2, 1993 (25 tuổi)  | 14   | 1   | ATK              |
|    | TV | Udanta Singh              | 14 tháng 6, 1996 (22 tuổi)  | 14   | 1   | Bengaluru        |
|    | TV | Anirudh Thapa             | 15 tháng 1, 1998 (20 tuổi)  | 13   | 0   | Chennaiyin       |
|    | TV | Ashique Kuruniyan         | 17 tháng 6, 1997 (21 tuổi)  | 8    | 1   | Pune City        |
|    | TV | Lallianzuala Chhangte     | 6 tháng 8, 1997 (21 tuổi)   | 6    | 3   | Delhi Dynamos    |
|    | TV | Germanpreet Singh         | 24 tháng 6, 1996 (22 tuổi)  | 6    | 0   | Chennaiyin       |
|    | TV | Vinit Rai                 | 10 tháng 10, 1997 (21 tuổi) | 6    | 0   | Delhi Dynamos    |
|    | TĐ | Sunil Chhetri             | 3 tháng 8, 1984 (34 tuổi)   | 103  | 65  | Bengaluru        |
|    | TĐ | Jeje Lalpekhlua           | 7 tháng 1, 1991 (27 tuổi)   | 52   | 22  | Chennaiyin       |
|    | TĐ | Balwant Singh             | 15 tháng 12, 1986 (32 tuổi) | 9    | 3   | ATK              |
|    | TĐ | Sumeet Passi              | 18 tháng 4, 1995 (23 tuổi)  | 8    | 3   | Jamshedpur       |
|    | TĐ | Manvir Singh              | 6 tháng 11, 1995 (23 tuổi)  | 6    | 3   | Goa              |
|    | TĐ | Farukh Choudhary          | 8 tháng 11, 1996 (22 tuổi)  | 5    | 0   | Jamshedpur       |

### Bahrain
Huấn luyện viên trưởng:  Miroslav Soukup
Fahad Bin Zayed
Noushal Famal

## Bảng B

### Úc
Huấn luyện viên trưởng: Graham Arnold
Đội hình chính thức được công bố vào ngày 20 tháng 12 năm 2018.
| Số | VT | Cầu thủ                 | Ngày sinh (tuổi)            | Trận | Bàn | Câu lạc bộ               |
| -- | -- | ----------------------- | --------------------------- | ---- | --- | ------------------------ |
|    | TM | Mitchell Langerak       | 22 tháng 8, 1988 (30 tuổi)  | 8    | 0   | Nagoya Grampus           |
|    | TM | Mathew Ryan             | 8 tháng 4, 1992 (26 tuổi)   | 49   | 0   | Brighton & Hove Albion   |
|    | TM | Danny Vukovic           | 27 tháng 3, 1985 (33 tuổi)  | 3    | 0   | Genk                     |
|    | HV | Aziz Behich             | 16 tháng 12, 1990 (28 tuổi) | 29   | 2   | PSV                      |
|    | HV | Milos Degenek           | 28 tháng 4, 1994 (24 tuổi)  | 19   | 0   | Red Star Belgrade        |
|    | HV | Alex Gersbach           | 8 tháng 5, 1997 (21 tuổi)   | 5    | 0   | Rosenborg BK             |
|    | HV | Rhyan Grant             | 26 tháng 2, 1991 (27 tuổi)  | 1    | 0   | Sydney FC                |
|    | HV | Matthew Jurman          | 8 tháng 12, 1989 (29 tuổi)  | 5    | 0   | Al-Ittihad               |
|    | HV | Mark Milligan (Captain) | 4 tháng 8, 1985 (33 tuổi)   | 73   | 6   | Hibernian                |
|    | HV | Josh Risdon             | 27 tháng 7, 1992 (26 tuổi)  | 13   | 0   | Western Sydney Wanderers |
|    | HV | Trent Sainsbury         | 5 tháng 1, 1992 (27 tuổi)   | 41   | 3   | PSV                      |
|    | TV | Mustafa Amini           | 20 tháng 4, 1993 (25 tuổi)  | 4    | 0   | AGF                      |
|    | TV | Chris Ikonomidis        | 4 tháng 5, 1995 (23 tuổi)   | 6    | 0   | Perth Glory              |
|    | TV | Jackson Irvine          | 7 tháng 3, 1993 (25 tuổi)   | 24   | 2   | Hull City                |
|    | TV | Massimo Luongo          | 25 tháng 7, 1992 (26 tuổi)  | 38   | 6   | QPR                      |
|    | TV | Aaron Mooy              | 15 tháng 9, 1990 (28 tuổi)  | 39   | 5   | Huddersfield Town        |
|    | TV | Tom Rogic               | 16 tháng 12, 1992 (26 tuổi) | 42   | 8   | Celtic                   |
|    | TĐ | Martin Boyle            | 25 tháng 4, 1993 (25 tuổi)  | 2    | 2   | Hibernian                |
|    | TĐ | Robbie Kruse            | 5 tháng 10, 1988 (30 tuổi)  | 69   | 5   | VfL Bochum               |
|    | TĐ | Mathew Leckie           | 4 tháng 2, 1991 (27 tuổi)   | 59   | 8   | Hertha BSC               |
|    | TĐ | Awer Mabil              | 15 tháng 9, 1995 (23 tuổi)  | 3    | 1   | Midtjylland              |
|    | TĐ | Jamie Maclaren          | 29 tháng 7, 1993 (25 tuổi)  | 7    | 0   | Hibernian                |
|    | TĐ | Andrew Nabbout          | 17 tháng 12, 1992 (26 tuổi) | 7    | 1   | Urawa Red Diamonds       |

### Syria
Huấn luyện viên trưởng:  Bernd Stange

### Palestine
Huấn luyện viên trưởng:  Noureddine Ould Ali

### Jordan
Huấn luyện viên trưởng:  Vital Borkelmans

## Bảng C

### Hàn Quốc
Huấn luyện viên trưởng:  Paulo Bento
Đội hình chính thức được công bố vào ngày 20 tháng 12 năm 2018.
| Số | VT | Cầu thủ           | Ngày sinh (tuổi)            | Trận | Bàn | Câu lạc bộ              |
| -- | -- | ----------------- | --------------------------- | ---- | --- | ----------------------- |
|    | TM | Kim Seung-gyu     | 30 tháng 9, 1990 (28 tuổi)  | 36   | 0   | Vissel Kobe             |
|    | TM | Kim Jin-hyeon     | 6 tháng 7, 1987 (31 tuổi)   | 16   | 0   | Cerezo Osaka            |
|    | TM | Jo Hyeon-woo      | 25 tháng 9, 1991 (27 tuổi)  | 11   | 0   | Daegu FC                |
|    | HV | Kim Young-gwon    | 27 tháng 2, 1990 (28 tuổi)  | 62   | 3   | Guangzhou Evergrande    |
|    | HV | Jung Seung-hyun   | 3 tháng 4, 1994 (24 tuổi)   | 8    | 0   | Kashima Antlers         |
|    | HV | Kwon Kyung-won    | 31 tháng 1, 1992 (26 tuổi)  | 6    | 1   | Tianjin Quanjian        |
|    | HV | Kim Min-jae       | 15 tháng 11, 1996 (22 tuổi) | 11   | 0   | Jeonbuk Hyundai Motors  |
|    | HV | Lee Yong          | 24 tháng 12, 1986 (32 tuổi) | 37   | 0   | Jeonbuk Hyundai Motors  |
|    | HV | Kim Moon-hwan     | 1 tháng 8, 1995 (23 tuổi)   | 3    | 0   | Busan IPark             |
|    | HV | Hong Chul         | 17 tháng 9, 1990 (28 tuổi)  | 22   | 0   | Suwon Samsung Bluewings |
|    | HV | Kim Jin-su        | 13 tháng 6, 1992 (26 tuổi)  | 34   | 0   | Jeonbuk Hyundai Motors  |
|    | TV | Ki Sung-yueng     | 24 tháng 1, 1989 (29 tuổi)  | 108  | 10  | Newcastle United        |
|    | TV | Jung Woo-young    | 14 tháng 12, 1989 (29 tuổi) | 37   | 2   | Al-Sadd                 |
|    | TV | Koo Ja-cheol      | 27 tháng 2, 1989 (29 tuổi)  | 71   | 19  | FC Augsburg             |
|    | TV | Hwang In-beom     | 20 tháng 9, 1996 (22 tuổi)  | 6    | 1   | Daejeon Citizen         |
|    | TV | Ju Se-jong        | 30 tháng 10, 1990 (28 tuổi) | 15   | 1   | Asan Mugunghwa          |
|    | TV | Lee Jae-sung      | 10 tháng 8, 1992 (26 tuổi)  | 40   | 7   | Holstein Kiel           |
|    | TV | Hwang Hee-chan    | 26 tháng 1, 1996 (22 tuổi)  | 20   | 2   | Hamburger SV            |
|    | TV | Na Sang-ho        | 12 tháng 8, 1996 (22 tuổi)  | 2    | 0   | Gwangju FC              |
|    | TV | Lee Chung-yong    | 2 tháng 7, 1988 (30 tuổi)   | 81   | 8   | VfL Bochum              |
|    | TV | Son Heung-min (c) | 8 tháng 7, 1992 (26 tuổi)   | 74   | 23  | Tottenham Hotspur       |
|    | TĐ | Hwang Ui-jo       | 28 tháng 8, 1992 (26 tuổi)  | 17   | 4   | Gamba Osaka             |
|    | TĐ | Ji Dong-won       | 28 tháng 5, 1991 (27 tuổi)  | 49   | 11  | FC Augsburg             |

### Trung Quốc
Huấn luyện viên trưởng:  Marcello Lippi
Đội hình tạm thời gồm 25 người được công bố vào ngày 17 tháng 12 năm 2018.
| Số | VT | Cầu thủ           | Ngày sinh (tuổi)            | Trận | Bàn | Câu lạc bộ                  |
| -- | -- | ----------------- | --------------------------- | ---- | --- | --------------------------- |
| 1  | TM | Nhan Tuấn Lăng    | 28 tháng 1, 1991 (27 tuổi)  | 15   | 0   | Shanghai SIPG               |
| 2  | HV | Lưu Dịch Minh     | 28 tháng 2, 1995 (23 tuổi)  | 9    | 0   | Tianjin Quanjian            |
| 3  | HV | Vũ Dương          | 6 tháng 8, 1989 (29 tuổi)   | 13   | 0   | Beijing Sinobo Guoan        |
| 4  | HV | Thạch Kha         | 8 tháng 1, 1993 (25 tuổi)   | 2    | 0   | Shanghai SIPG               |
| 5  | HV | Trương Lâm Bồng   | 9 tháng 5, 1989 (29 tuổi)   | 66   | 5   | Guangzhou Evergrande Taobao |
| 6  | HV | Phùng Tiêu Đình   | 22 tháng 10, 1985 (33 tuổi) | 70   | 1   | Guangzhou Evergrande Taobao |
| 7  | TĐ | Vũ Lỗi            | 19 tháng 11, 1991 (27 tuổi) | 57   | 12  | Shanghai SIPG               |
| 8  | TV | Triệu Húc Nhật    | 3 tháng 12, 1985 (33 tuổi)  | 81   | 2   | Tianjin Quanjian            |
| 9  | TĐ | Tiêu Trí          | 28 tháng 5, 1985 (33 tuổi)  | 13   | 2   | Guangzhou R&F               |
| 10 | TV | Trịnh Chí (c)     | 20 tháng 8, 1980 (38 tuổi)  | 102  | 15  | Guangzhou Evergrande Taobao |
| 11 | TV | Hao Tuấn Mẫn      | 24 tháng 3, 1987 (31 tuổi)  | 67   | 12  | Shandong Luneng Taishan     |
| 12 | TM | Trương Lộ         | 6 tháng 9, 1987 (31 tuổi)   | 0    | 0   | Tianjin Quanjian            |
| 13 | TV | Trì Trung Quốc    | 26 tháng 10, 1989 (29 tuổi) | 6    | 0   | Beijing Sinobo Guoan        |
| 14 | TĐ | Vi Thế Hào        | 8 tháng 4, 1995 (23 tuổi)   | 7    | 2   | Beijing Sinobo Guoan        |
| 15 | TV | Ngô Hy            | 19 tháng 2, 1989 (29 tuổi)  | 53   | 3   | Jiangsu Suning              |
| 16 | TV | Kim Kính Đạo      | 18 tháng 1, 1992 (26 tuổi)  | 5    | 0   | Shandong Luneng Taishan     |
| 17 | HV | Trương Trình Đống | 9 tháng 2, 1989 (29 tuổi)   | 27   | 0   | Hebei China Fortune         |
| 18 | TĐ | Cao Lâm           | 14 tháng 2, 1986 (32 tuổi)  | 103  | 21  | Guangzhou Evergrande Taobao |
| 19 | HV | Lưu Dương         | 17 tháng 6, 1995 (23 tuổi)  | 0    | 0   | Shandong Luneng Taishan     |
| 20 | TV | Vũ Hán Siêu       | 25 tháng 2, 1987 (31 tuổi)  | 56   | 9   | Guangzhou Evergrande Taobao |
| 21 | TV | Phác Thành        | 21 tháng 8, 1989 (29 tuổi)  | 3    | 0   | Beijing Sinobo Guoan        |
| 22 | TĐ | Vũ Đại Bảo        | 17 tháng 4, 1988 (30 tuổi)  | 50   | 17  | Beijing Sinobo Guoan        |
| 23 | TM | Vương Đại Lôi     | 10 tháng 1, 1989 (29 tuổi)  | 26   | 0   | Shandong Luneng Taishan     |

### Kyrgyzstan
Huấn luyện viên trưởng:  Aleksandr Krestinin

### Philippines
Huấn luyện viên trưởng:  Sven-Göran Eriksson

## Bảng D

### Iran
Huấn luyện viên trưởng:  Carlos Queiroz
Đội hình tạm thời gồm 25 người được công bố vào ngày 10 tháng 12 năm 2018.
| Số | VT | Cầu thủ                       | Ngày sinh (tuổi)            | Trận | Bàn | Câu lạc bộ             |
| -- | -- | ----------------------------- | --------------------------- | ---- | --- | ---------------------- |
|    | TM | Alireza Beiranvand            | 21 tháng 9, 1992 (26 tuổi)  | 26   | 0   | Persepolis             |
|    | TM | Rashid Mazaheri               | 18 tháng 5, 1989 (29 tuổi)  | 3    | 0   | Zob Ahan               |
|    | TM | Hossein Hosseini              | 30 tháng 6, 1992 (26 tuổi)  | 3    | 0   | Esteghlal              |
|    | TM | Amir Abedzadeh                | 26 tháng 4, 1993 (25 tuổi)  | 3    | 0   | Marítimo               |
|    | TM | Payam Niazmand                | 6 tháng 4, 1995 (23 tuổi)   | 0    | 0   | Sepahan                |
|    | HV | Ehsan Hajsafi (Third-Captain) | 25 tháng 2, 1990 (28 tuổi)  | 100  | 6   | Tractor Sazi           |
|    | HV | Pejman Montazeri              | 6 tháng 9, 1983 (35 tuổi)   | 47   | 2   | Esteghlal              |
|    | HV | Ramin Rezaeian                | 21 tháng 3, 1990 (28 tuổi)  | 33   | 2   | Al-Shahania            |
|    | HV | Morteza Pouraliganji          | 19 tháng 4, 1992 (26 tuổi)  | 31   | 2   | Eupen                  |
|    | HV | Milad Mohammadi               | 29 tháng 9, 1993 (25 tuổi)  | 23   | 0   | Akhmat Grozny          |
|    | HV | Vouria Ghafouri               | 20 tháng 9, 1987 (31 tuổi)  | 22   | 0   | Esteghlal              |
|    | HV | Rouzbeh Cheshmi               | 24 tháng 7, 1993 (25 tuổi)  | 13   | 1   | Esteghlal              |
|    | HV | Mohammad Reza Khanzadeh       | 11 tháng 5, 1991 (27 tuổi)  | 12   | 1   | Al-Ahli                |
|    | HV | Majid Hosseini                | 20 tháng 6, 1996 (22 tuổi)  | 6    | 0   | Trabzonspor            |
|    | HV | Hossein Kanaanizadegan        | 23 tháng 3, 1994 (24 tuổi)  | 5    | 0   | Machine Sazi           |
|    | HV | Saeid Aghaei                  | 9 tháng 2, 1995 (23 tuổi)   | 5    | 0   | Sepahan                |
|    | HV | Sadegh Moharrami              | 1 tháng 3, 1996 (22 tuổi)   | 4    | 0   | Dinamo Zagreb          |
|    | TV | Masoud Shojaei (Captain)      | 9 tháng 6, 1984 (34 tuổi)   | 79   | 8   | Tractor Sazi           |
|    | TV | Ashkan Dejagah (Vice-Captain) | 5 tháng 7, 1986 (32 tuổi)   | 49   | 9   | Tractor Sazi           |
|    | TV | Alireza Jahanbakhsh           | 11 tháng 8, 1993 (25 tuổi)  | 43   | 5   | Brighton & Hove Albion |
|    | TV | Vahid Amiri                   | 2 tháng 4, 1988 (30 tuổi)   | 41   | 1   | Trabzonspor            |
|    | TV | Omid Ebrahimi                 | 16 tháng 9, 1987 (31 tuổi)  | 37   | 0   | Al-Ahli                |
|    | TV | Saeid Ezatolahi               | 1 tháng 10, 1996 (22 tuổi)  | 28   | 1   | Reading                |
|    | TV | Mehdi Torabi                  | 10 tháng 9, 1994 (24 tuổi)  | 21   | 6   | Persepolis             |
|    | TV | Saman Ghoddos                 | 6 tháng 9, 1993 (25 tuổi)   | 14   | 1   | Amiens                 |
|    | TV | Ali Karimi                    | 11 tháng 2, 1994 (24 tuổi)  | 10   | 0   | Esteghlal              |
|    | TV | Ali Gholizadeh                | 10 tháng 3, 1996 (22 tuổi)  | 6    | 3   | Charleroi              |
|    | TV | Ahmad Abdollahzadeh           | 6 tháng 5, 1993 (25 tuổi)   | 4    | 0   | Nassaji                |
|    | TV | Ahmad Nourollahi              | 2 tháng 1, 1993 (26 tuổi)   | 1    | 0   | Persepolis             |
|    | TV | Farshad Ahmadzadeh            | 23 tháng 9, 1992 (26 tuổi)  | 0    | 0   | Śląsk Wrocław          |
|    | TĐ | Karim Ansarifard              | 3 tháng 4, 1990 (28 tuổi)   | 68   | 18  | Nottingham Forest      |
|    | TĐ | Sardar Azmoun                 | 1 tháng 1, 1995 (24 tuổi)   | 38   | 23  | Rubin Kazan            |
|    | TĐ | Mehdi Taremi                  | 18 tháng 7, 1992 (26 tuổi)  | 33   | 11  | Al-Gharafa             |
|    | TĐ | Kaveh Rezaei                  | 5 tháng 4, 1992 (26 tuổi)   | 11   | 1   | Club Brugge            |
|    | TĐ | Ali Alipour                   | 12 tháng 11, 1994 (24 tuổi) | 1    | 0   | Persepolis             |

### Iraq
Huấn luyện viên trưởng:  Srečko Katanec
Đội hình tạm thời gồm 27 người được công bố vào ngày 4 tháng 12 năm 2018.
| Số | VT | Cầu thủ                   | Ngày sinh (tuổi)            | Trận | Bàn | Câu lạc bộ        |
| -- | -- | ------------------------- | --------------------------- | ---- | --- | ----------------- |
|    | TM | Mohammed Gassid (captain) | 10 tháng 12, 1986 (32 tuổi) | 68   | 0   | Al-Quwa Al-Jawiya |
|    | TM | Jalal Hassan              | 18 tháng 5, 1991 (27 tuổi)  | 39   | 0   | Al-Zawraa         |
|    | TM | Mohammed Hameed Farhan    | 24 tháng 1, 1993 (25 tuổi)  | 23   | 0   | Al-Shorta         |
|    | HV | Ahmad Ibrahim Khalaf      | 25 tháng 2, 1992 (26 tuổi)  | 79   | 2   | Al-Arabi          |
|    | HV | Ali Adnan Kadhim          | 19 tháng 12, 1993 (25 tuổi) | 60   | 3   | Atalanta          |
|    | HV | Waleed Salem Al-Lami      | 5 tháng 1, 1992 (27 tuổi)   | 47   | 1   | Al-Shorta         |
|    | HV | Ali Faez Atia             | 9 tháng 9, 1994 (24 tuổi)   | 21   | 3   | Al-Kharaitiyat    |
|    | HV | Alaa Ali Mhawi            | 3 tháng 6, 1996 (22 tuổi)   | 20   | 0   | Al-Shorta         |
|    | HV | Rebin Sulaka              | 12 tháng 4, 1992 (26 tuổi)  | 15   | 0   | Al-Khor           |
|    | HV | Saad Natiq                | 19 tháng 3, 1994 (24 tuổi)  | 11   | 0   | Al-Quwa Al-Jawiya |
|    | HV | Sameh Saeed               | 26 tháng 5, 1992 (26 tuổi)  | 10   | 0   | Al-Quwa Al-Jawiya |
|    | HV | Ahmed Abdul-Ridha         | 2 tháng 4, 1997 (21 tuổi)   | 3    | 0   | Al-Quwa Al-Jawiya |
|    | HV | Frans Dhia Putros         | 14 tháng 7, 1993 (25 tuổi)  | 2    | 0   | Hobro IK          |
|    | TV | Ahmed Yasin Ghani         | 22 tháng 4, 1991 (27 tuổi)  | 58   | 6   | Al-Khor           |
|    | TV | Humam Tariq               | 10 tháng 2, 1996 (22 tuổi)  | 48   | 1   | Esteghlal         |
|    | TV | Mahdi Kamel               | 6 tháng 1, 1995 (23 tuổi)   | 45   | 3   | Al-Shorta         |
|    | TV | Amjad Attwan              | 12 tháng 3, 1997 (21 tuổi)  | 28   | 0   | Al-Shorta         |
|    | TV | Ali Husni                 | 23 tháng 5, 1994 (24 tuổi)  | 24   | 3   | Al-Quwa Al-Jawiya |
|    | TV | Osama Rashid              | 17 tháng 1, 1992 (26 tuổi)  | 20   | 0   | Santa Clara       |
|    | TV | Bashar Resan              | 22 tháng 12, 1996 (22 tuổi) | 18   | 0   | Persepolis        |
|    | TV | Hussein Ali               | 29 tháng 11, 1996 (22 tuổi) | 17   | 1   | Qatar SC          |
|    | TV | Safaa Hadi                | 14 tháng 10, 1998 (20 tuổi) | 4    | 0   | Al-Zawraa         |
|    | TĐ | Mohannad Abdul-Raheem     | 22 tháng 9, 1993 (25 tuổi)  | 43   | 12  | Al-Zawraa         |
|    | TĐ | Ayman Hussein             | 22 tháng 3, 1996 (22 tuổi)  | 22   | 1   | CS Sfaxien        |
|    | TĐ | Mohanad Ali               | 20 tháng 6, 2000 (18 tuổi)  | 9    | 5   | Al-Shorta         |
|    | TĐ | Mohammed Dawood           | 22 tháng 11, 2000 (18 tuổi) | 1    | 0   | Al-Naft           |
|    | TĐ | Alaa Abbas                | 27 tháng 7, 1997 (21 tuổi)  | 0    | 0   | Al-Zawraa         |

### Việt Nam
Huấn luyện viên trưởng:  Park Hang-seo
| Số | VT | Cầu thủ                   | Ngày sinh (tuổi)            | Trận | Bàn | Câu lạc bộ          |
| -- | -- | ------------------------- | --------------------------- | ---- | --- | ------------------- |
| 1  | TM | Bùi Tiến Dũng             | 28 tháng 2, 1997 (21 tuổi)  | 1    | 0   | FLC Thanh Hóa       |
| 2  | HV | Đỗ Duy Mạnh               | 29 tháng 9, 1996 (22 tuổi)  | 16   | 0   | Hà Nội              |
| 3  | HV | Quế Ngọc Hải (đội trưởng) | 15 tháng 5, 1993 (25 tuổi)  | 34   | 1   | Sông Lam Nghệ An    |
| 4  | HV | Bùi Tiến Dũng             | 2 tháng 10, 1995 (23 tuổi)  | 12   | 0   | Viettel             |
| 5  | HV | Đoàn Văn Hậu              | 19 tháng 4, 1999 (19 tuổi)  | 11   | 0   | Hà Nội              |
| 6  | TV | Lương Xuân Trường         | 28 tháng 4, 1995 (23 tuổi)  | 23   | 1   | Hoàng Anh Gia Lai   |
| 7  | TV | Nguyễn Huy Hùng           | 2 tháng 3, 1992 (26 tuổi)   | 21   | 2   | QNK Quảng Nam       |
| 8  | TV | Nguyễn Trọng Hoàng        | 14 tháng 4, 1989 (29 tuổi)  | 58   | 12  | FLC Thanh Hóa       |
| 9  | TĐ | Nguyễn Văn Toàn           | 12 tháng 4, 1996 (22 tuổi)  | 16   | 4   | Hoàng Anh Gia Lai   |
| 10 | TĐ | Nguyễn Công Phượng        | 21 tháng 1, 1995 (23 tuổi)  | 24   | 6   | Hoàng Anh Gia Lai   |
| 11 | TV | Ngân Văn Đại              | 9 tháng 2, 1992 (26 tuổi)   | 1    | 0   | Hà Nội              |
| 12 | TV | Nguyễn Phong Hồng Duy     | 13 tháng 6, 1996 (22 tuổi)  | 4    | 0   | Hoàng Anh Gia Lai   |
| 13 | TM | Nguyễn Tuấn Mạnh          | 31 tháng 7, 1990 (28 tuổi)  | 4    | 0   | Sanna Khánh Hòa BVN |
| 14 | TV | Trần Minh Vương           | 28 tháng 3, 1995 (23 tuổi)  | 1    | 0   | Hoàng Anh Gia Lai   |
| 15 | TV | Phạm Đức Huy              | 20 tháng 1, 1995 (23 tuổi)  | 6    | 1   | Hà Nội              |
| 16 | TV | Đỗ Hùng Dũng              | 8 tháng 9, 1993 (25 tuổi)   | 8    | 0   | Hà Nội              |
| 17 | HV | Hồ Tấn Tài                | 6 tháng 11, 1997 (21 tuổi)  | 0    | 0   | Becamex Bình Dương  |
| 18 | TĐ | Hà Đức Chinh              | 22 tháng 9, 1997 (21 tuổi)  | 5    | 0   | SHB Đà Nẵng         |
| 19 | TĐ | Nguyễn Quang Hải          | 12 tháng 4, 1997 (21 tuổi)  | 12   | 4   | Hà Nội              |
| 20 | TV | Phan Văn Đức              | 11 tháng 4, 1996 (22 tuổi)  | 9    | 2   | Sông Lam Nghệ An    |
| 21 | HV | Nguyễn Thành Chung        | 8 tháng 9, 1997 (21 tuổi)   | 1    | 0   | Hà Nội              |
| 22 | TĐ | Nguyễn Tiến Linh          | 20 tháng 10, 1997 (21 tuổi) | 5    | 2   | Becamex Bình Dương  |
| 23 | TM | Đặng Văn Lâm              | 13 tháng 8, 1993 (25 tuổi)  | 11   | 0   | Hải Phòng           |

### Yemen
Huấn luyện viên trưởng:  Ján Kocian

## Bảng E

### Ả Rập Saudi
Huấn luyện viên trưởng:  Juan Antonio Pizzi

### Qatar
Huấn luyện viên trưởng:  Félix Sánchez Bas

### Liban
Huấn luyện viên trưởng:  Miodrag Radulović
Đội hình tạm thời gồm 27 người được công bố vào ngày 18 tháng 12 năm 2018.

| Số | VT | Cầu thủ             | Ngày sinh (tuổi)            | Trận | Bàn | Câu lạc bộ      |
| -- | -- | ------------------- | --------------------------- | ---- | --- | --------------- |
|    | TM | Mehdi Khalil        | 19 tháng 9, 1991 (27 tuổi)  | 30   | 0   | Al-Ahed         |
|    | TM | Mostafa Matar       | 10 tháng 9, 1995 (23 tuổi)  | 0    | 0   | Salam Zgharta   |
|    | TM | Ahmad Taktouk       | 29 tháng 9, 1994 (24 tuổi)  | 2    | 0   | Al-Safa'        |
|    | TM | Hadi Mortada        | 1 tháng 8, 1999 (19 tuổi)   | 0    | 0   | Tadamon Sour    |
|    | HV | Moataz Al Junaidi   | 20 tháng 1, 1986 (32 tuổi)  | 42   | 0   | Al-Ansar        |
|    | HV | Hassan Samih Chaito | 16 tháng 9, 1991 (27 tuổi)  | 1    | 0   | Al-Ansar        |
|    | HV | Walid Ismail        | 11 tháng 11, 1984 (34 tuổi) | 63   | 1   | Salam Zgharta   |
|    | HV | Ali Hamam           | 25 tháng 8, 1986 (32 tuổi)  | 50   | 3   | Nejmeh          |
|    | HV | Joan Oumari         | 19 tháng 8, 1988 (30 tuổi)  | 19   | 2   | Al-Nasr         |
|    | HV | Mohamed Zein Tahan  | 2 tháng 4, 1988 (30 tuổi)   | 29   | 1   | Al-Safa'        |
|    | HV | Nour Mansour        | 14 tháng 6, 1991 (27 tuổi)  | 43   | 2   | Al-Ahed         |
|    | HV | Alexander Michel    | 14 tháng 11, 1992 (26 tuổi) | 1    | 0   | AFC Eskilstuna  |
|    | HV | Nassar Nassar       | 1 tháng 1, 1992 (27 tuổi)   | 11   | 0   | Al-Ansar        |
|    | HV | Kassem El Zein      | 2 tháng 12, 1990 (28 tuổi)  | 11   | 0   | Nejmeh          |
|    | TV | Adnan Haidar        | 3 tháng 8, 1989 (29 tuổi)   | 30   | 1   | Al-Ansar        |
|    | TV | Felix Michel        | 23 tháng 7, 1994 (24 tuổi)  | 1    | 0   | AFC Eskilstuna  |
|    | TV | Mohamad Haidar      | 8 tháng 11, 1989 (29 tuổi)  | 54   | 4   | Al-Ahed         |
|    | TV | Bassel Jradi        | 6 tháng 7, 1993 (25 tuổi)   | 4    | 1   | Hajduk Split    |
|    | TV | Samir Ayass         | 24 tháng 12, 1990 (28 tuổi) | 9    | 1   | Al-Ahed         |
|    | TV | Haitham Faour       | 27 tháng 2, 1990 (28 tuổi)  | 56   | 0   | Al-Ahed         |
|    | TV | Hussein Monzer      | 20 tháng 3, 1997 (21 tuổi)  | 0    | 0   | Al-Ahed         |
|    | TV | Nader Matar         | 12 tháng 5, 1992 (26 tuổi)  | 25   | 0   | Nejmeh          |
|    | TĐ | Omar Bugiel         | 3 tháng 1, 1994 (25 tuổi)   | 5    | 1   | Bromley         |
|    | TĐ | Rabih Ataya         | 16 tháng 7, 1989 (29 tuổi)  | 24   | 4   | Al-Ahed         |
|    | TĐ | Hassan Chaito       | 20 tháng 3, 1989 (29 tuổi)  | 49   | 5   | Al-Ansar        |
|    | TĐ | Hassan Maatouk (c)  | 8 tháng 10, 1987 (31 tuổi)  | 72   | 19  | Nejmeh          |
|    | TĐ | Hilal El-Helwe      | 24 tháng 11, 1994 (24 tuổi) | 17   | 3   | Apollon Smyrnis |

### Triều Tiên
Huấn luyện viên trưởng: Kim Yong-jun

## Bảng F

### Nhật Bản
Huấn luyện viên trưởng: Moriyasu Hajime
Đội hình chính thức được công bố vào ngày 13 tháng 12 năm 2018.
| Số | VT | Cầu thủ              | Ngày sinh (tuổi)            | Trận | Bàn | Câu lạc bộ          |
| -- | -- | -------------------- | --------------------------- | ---- | --- | ------------------- |
|    | TM | Higashiguchi Masaaki | 12 tháng 5, 1986 (32 tuổi)  | 7    | 0   | Gamba Osaka         |
|    | TM | Gonda Shūichi        | 3 tháng 3, 1989 (29 tuổi)   | 5    | 0   | Sagan Tosu          |
|    | TM | Schmidt Daniel       | 3 tháng 2, 1992 (26 tuổi)   | 1    | 0   | Vegalta Sendai      |
|    | HV | Nagatomo Yuto        | 12 tháng 9, 1986 (32 tuổi)  | 110  | 3   | Galatasaray         |
|    | HV | Makino Tomoaki       | 11 tháng 5, 1987 (31 tuổi)  | 36   | 4   | Urawa Red Diamonds  |
|    | HV | Yoshida Maya (c)     | 24 tháng 8, 1988 (30 tuổi)  | 89   | 10  | Southampton         |
|    | HV | Sasaki Sho           | 2 tháng 10, 1989 (29 tuổi)  | 3    | 1   | Sanfrecce Hiroshima |
|    | HV | Sakai Hiroki         | 12 tháng 4, 1990 (28 tuổi)  | 49   | 1   | Marseille           |
|    | HV | Muroya Sei           | 5 tháng 4, 1994 (24 tuổi)   | 4    | 0   | FC Tokyo            |
|    | HV | Miura Genta          | 1 tháng 3, 1995 (23 tuổi)   | 5    | 0   | Gamba Osaka         |
|    | HV | Tomiyasu Takehiro    | 5 tháng 11, 1998 (20 tuổi)  | 2    | 0   | Sint-Truiden        |
|    | TV | Aoyama Toshihiro     | 22 tháng 2, 1986 (32 tuổi)  | 11   | 1   | Sanfrecce Hiroshima |
|    | TV | Haraguchi Genki      | 9 tháng 5, 1991 (27 tuổi)   | 40   | 8   | Hannover 96         |
|    | TV | Shibasaki Gaku       | 28 tháng 5, 1992 (26 tuổi)  | 26   | 3   | Getafe              |
|    | TV | Endo Wataru          | 9 tháng 2, 1993 (25 tuổi)   | 15   | 0   | Sint-Truiden        |
|    | TV | Ito Junya            | 9 tháng 3, 1993 (25 tuổi)   | 7    | 2   | Kashiwa Reysol      |
|    | TV | Nakajima Shoya       | 23 tháng 8, 1994 (24 tuổi)  | 6    | 2   | Portimonense        |
|    | TV | Minamino Takumi      | 16 tháng 1, 1995 (23 tuổi)  | 7    | 4   | Red Bull Salzburg   |
|    | TV | Morita Hidemasa      | 10 tháng 5, 1995 (23 tuổi)  | 2    | 0   | Kawasaki Frontale   |
|    | TV | Doan Ritsu           | 16 tháng 6, 1998 (20 tuổi)  | 5    | 1   | Groningen           |
|    | TĐ | Osako Yuya           | 18 tháng 5, 1990 (28 tuổi)  | 37   | 10  | Werder Bremen       |
|    | TĐ | Asano Takuma         | 10 tháng 11, 1994 (24 tuổi) | 18   | 3   | Hannover 96         |
|    | TĐ | Kitagawa Koya        | 26 tháng 7, 1996 (22 tuổi)  | 3    | 0   | Shimizu S-Pulse     |

### Uzbekistan
Huấn luyện viên trưởng:  Héctor Cúper

### Oman
Huấn luyện viên trưởng:  Pim Verbeek

### Turkmenistan
Huấn luyện viên trưởng: Ýazguly Hojageldyýew

## Đại diện cầu thủ

### Bởi câu lạc bộ
Câu lạc bộ với 5 hay nhiều cầu thủ đại diện được liệt kê.

### Bởi câu lạc bộ quốc tịch
| Cầu thủ | Câu lạc bộ AFC     |
| ------- | ------------------ |
| 17      | Nhật Bản           |
| 9       | Hàn Quốc           |
| 3       | Úc                 |
| 2       | Trung Quốc         |
| 1       | Ả Rập Saudi, Qatar |

| Cầu thủ | Câu lạc bộ bên ngoài AFC                                     |
| ------- | ------------------------------------------------------------ |
| 10      | Đức                                                          |
| 7       | Anh Quốc                                                     |
| 4       | Scotland                                                     |
| 3       | Hà Lan, Bỉ                                                   |
| 2       | Đan Mạch                                                     |
| 1       | Thổ Nhĩ Kỳ, Pháp, Tây Ban Nha, Bồ Đào Nha, Áo, Na Uy, Serbia |

### Bởi câu lạc bộ liên đoàn
| Cầu thủ | Liên đoàn |
| ------- | --------- |
| 36      | UEFA      |
| 33      | AFC       |

### Bởi đại diện của các giải đấu trong nước
| Đội tuyển quốc gia | Cầu thủ |
| ------------------ | ------- |
| Úc                 | 3       |
| Nhật Bản           | 11      |
| Hàn Quốc           | 9       |